# Kódový bod
Kódový bod (anglicky code point) nebo pozice v (tabulce) kódu (anglicky code (table) position) je v terminologii znakových sad libovolná z číselných hodnot, které vytvářejí kódový prostor. Kódový bod obvykle reprezentuje určitý znak, může však mít i jiný význam, například pro formátování.
Kódovaná znaková sada ASCII sestává ze 128 kódových bodů s hodnotami 0hex až 7Fhex, Rozšířené ASCII kódy sestávají z 256 kódových bodů s hodnotami 0hex až FFhex a Unicode sestává z 1 114 112 kódových bodů s hodnotami 0hex až 10FFFFhex. Kódový prostor Unicode je rozdělen na sedmnáct rovin (první z nich je BMP), z nichž každá obsahuje 65536 (= 216) kódových bodů. Celková velikost kódového prostoru Unicode je 17 × 65536 = 1114112 kódových bodů.

## Definice
Pojem kódový bod se používá jako abstrakce pro rozlišení:
- abstraktního znaku z určité grafické reprezentace (glyfu) od
- čísla z určitého kódování reprezentovaného posloupností bitů

Důvodem je, že je třeba:
- zakódovat určitý kódový prostor různými způsoby, nebo
- zobrazit daný znak pomocí různých glyfů.

V Unicode se určitá posloupnost bitů nazývá kódová jednotka – pro kódování UCS-4 je libovolný kódový bod zakódován 4bytovým binárním číslem, zatímco v kódování UTF-8 jsou různé kódové body zakódovány posloupnostmi jednoho až čtyř bytů, které vytvářejí samosynchronizační kód.
Kódové body jsou normálně přiřazeny abstraktním znakům. Abstraktní znak není grafický glyf, ale jednotka textových dat. Některé kódové body mohou být také ponechány nepřiřazené (rezervované) pro budoucí přiřazení (většina kódového prostoru Unicode je nepřiřazena) nebo mohou být vyhrazeny pro jiné účely.
Rozdílu mezi kódovým bodem a odpovídajícím abstraktním znakem není v Unicode uveden, ale je zřejmý z mnoha jiných kódovacích schémat, kde jeden kódový prostor může být použit pro více než jedno kódovou stránku.